# Zacharias Heyns
Zacharias Heyns (1566-1630) fue un impresor y grabador de Holanda del Norte. 
Heyns nació en Amberes, hijo del maestro de escuela Peeter Heyns, conocido por sus libros de francés y sus traducciones del holandés al francés y viceversa. La familia Heyns se mudó a Frankfurt después de la caída de Amberes y cuando el anciano Heyns se mudó a Stade en 1592, Zacharias se convirtió en editor en Ámsterdam cerca del Oude Kerk y se casó con Anne Hureau. 
Sus primeros trabajos publicados fueron algunos libros latinos de Eilhard Lubinus y libros escolares de su padre, y después de la muerte de este, publicó mapas de Holanda con comentarios poéticos en Den Nederlandtschen Landtspiegel en 1599. Una copia de este libro fue encontrada en los archivos de Flevoland. En Ámsterdam se convirtió en uno de los fundadores de la cámara de retórica (lugar de encuentro de profesionales) llamada Wit Lavender, para la cual escribió dos obras de teatro. Fue amigo de muchos refugiados del sur de los Países Bajos en Ámsterdam y Haarlem, como Karel van Mander y otros.
Heyns se mudó a Zwolle en 1606, donde abrió una editorial. En 1615 y 1616 escribió poesía, y en 1625 la publicó en un libro emblemático que se hizo muy popular. Falleció en esa ciudad en 1630.

## Obra
- 1592: Uxoris Mempsigamos. Twee-spraeck van een goede Huijsvrouwe ende een quaet Huijswijf
- 1594: The Antiquaris sive priscorym, et minus vsitatorum vocabularum, brevies ac delucida interpretation, ex optimis quibusque Latinae linguae auctoribus depromta
- 1595: Miroir des Escoliers representant les bonnen et mauvaises meurs de toute sa ieunesse
- 1595: Satyricorum celeberimi gravissimi difficilimi Satyrae
- 1595: In Avli Persi poetarym doctissimi obscurissimi satyrasparaphrasis scholastica nova
- 1597: Bucolic
- 1597: Spieghel der Jonckheyt
- 1597, 1599: Uutnemende verclaringhe, Vim de ruste ende verghenoeginghe des geestes oft des gemoedts
- 1599: Den Nederlandtschen landtspiegel
- 1599:  Het Toonneel oft Spiegel des Aerdt-bodems
- 1600: Wijdloopigh Verhael van ‘tghene de vijfschepen wedervaren is
- 1602: Vriendts-spieghel
- 1602: Pest-spieghel
- 1605: Cort Onderwijs. Vim de acht deelen der Fransoischer talen tot nut ende voorderinghe der Nederlandscher Jonckheyt
- 1607: Het Const-Thoonende Juweel, by de loflijcke stadt Haerlem
- 1610: Het Dracht-tooneel van de gansche Wereld
- 1615, 1616: Emblemata, vol-sinnighe uytbeelsels.
- 1616: De Weke
- 1617: zinnespel in het werk Vlaardings Redenryck-bergh
- 1621: De Tweede Weke
- 1623: Oorloghs-practijck van Praissac
- 1625: Emblemata, Emblemes Chretiennes et Morales
- 1625: Emblemata of Sinnebeelden tot Christelijke bedenkinghen
- 1625: Sinnespel van de dry Hoofddeuchden
- 1625: Emblemata moralia of de sinnebeelden tot leere der zedicheyt
- 1625: Deuchdenschole ofte Spieghel der jonghe Dochteren
- 1628: Vervolgh vande wercken van Bartas
- 1629: Wegwyser ter Salicheyt
- 1634: Voorbeelsels der oude wyse